# Франсиско де Кеведо
Франсиско Гомес де Кеведо и Сантибањез Виљегас (шп. Francisco Gómez de Quevedo y Santibáñez Villegas; Мадрид, 14. септембар 1580 — Виљануева де лос инфантес, 8. септембар 1645) је био шпански прозни писац и песник шпанског Златног века. Био је најзначајнији представник књижевног правца консептизам, који је био у директној супротности са култизмом (погрдно називан и култеранизам), правцем чији је најистакнутији представник био Луис де Гонгора.

## Биографија
Кеведо је рођен у Мадриду у породици шпанских племића из села Вехорис, које се налази у северном планинском региону Кантабри. Они су били потомци кастиљанског племства. Кеведо сазрева окружен великодостојницима и племством на двору. Иако интелектуално обдарен, Кеведо је имао физичке недостатке, као што су крива стопала и кратковидост. Пошто је увек носио наочаре, део његовог презимена у множини (quevedos) је уведен у шпански језик под значењем „наочаре“.
Оставши без родитеља у шестој години живота, био је у могућности да похађа Царску школу коју су водили језуити у Мадриду. Затим похађа универзитет у Алкали де Хенарес од 1596. до 1600. године. Сам је финансирао своје студије филозофије, класичних језика, арапског, хебрејског, француског и италијанског. 1601. године, прешао је у Ваљадолид као члан суда, где је студирао теологију. До тада би већ постао примећени писац и песник, а његово непријатељство са Гонгором , једним од великих барокних писаца било је јако познато. Суд се вратио у Мадрид , а са њим и Кеведо. Кеведо је био у потпуности посвећен учењу шпанске књижевности и културе. Током боравка у Мадриду он је стекао много непројатеља, али и неке пријатеље укључујући и Педра Тéллез-Гирóна са којим је 1613. отишао у Италију како би радио за њега. Када се вратио у Мадрид, остао је близу војводе од Лерма како би осигурао титулу свом пријатељу Вицерои од Напуља што је и постигао 1616. Убрзо након тога, враћа се у пратњи војводе, који му је поверио финансије Вецероy од Напуља, и отишао у шпијунску мисију Венеције, ривала републике. За свој труд био је награђен титулом витеза реда Сантјага 1618.
1620. након пада војводе Осуна, Кеведо је прогнан у Торе де Хуан Абад (Torre de Juan Abad), господство , које му мајка купила пре него што је умрла. Господство које није било признато и за које се бескрајно борио, признато је тек након његове смрти. Изгнанство је било добро за Кеведа, самоћа и удаљеност од суда учиниле су да напише нека од својих најбољих дела као сто су : „“ или „Son las torres de Joray“.
Постао је познат по неуравнотеженом начину живота: био је страствени пушач, чест посетилац кућа и кафана, живео је са женом познатом само као „Ледесма“. Исмејан је у Гонгориној сатиричној песми „Дон Франциско де Кебебо“, где је приказан као пијаница. Ништа од овога, међутим, није нарушило његов углед на двору, јер је и сам краљ био сличних наклоности.
1632. године постаје секретар краљу, чиме достиже врхунац своје политичке каријере.
1634. године објавио је „Колевку и гроб“ и превод „Увода у живот побожности“ од Франциса Сале.

### Хапшење и изгнанство
Године 1639. Франсиско де Кеведо бива ухапшен приликом чега је извршена конфискација његових књига. Власти, једва дајући Кеведу времена да се обуче, прогнале су га у манастир Сан Маркос у Леону. У манастиру се посветио читању, што је обрађено у његовом „Моралном и информативном писму“, написаном пријатељу, Адану де ла Пари, у коме је детаљно описао сваки сат свог затворског живота.
Кеведо, слаб и веома болестан када је отишао из свог заточења 1643, поднео је оставку на двору у циљу пензионисања у Тор де Хуан Абад.
Умро је у манастиру у Виљануеви де лос Инфантес, 8. септембра 1645. Приче кажу да је његову гробницу опљачкао човек који је желео златне мамузе са којима је Кеведо сахрањен.

## Стил
Кеведо је био присталица стила познатог као консептизам. Назив је изведен из „concepto“ који је дефинисан као „брилијантан бљесак духовитости изражен у језгровитом и епиграмском стилу“. Карактеришу га брз ритам, непосредност, једноставан речник, метафоре и игра речи. У овом стилу, вишезначност се преноси на веома концизан начин, а концептуална замршеност се истиче сложеним речником.
Прва три стиха Кеведовог сонета „¡Ah de la vida!“ представљају чисту одлику консептизма:
Ayer se fue, mañana no ha llegado,
Hoy se está yendo sin parar un punto;
Soy un fue, y un seré y un es cansado.

## Рад

### Поезија
Кеведо је током свог живота стварао доста поезије. Његова поезија, која није објављивана током његовог живота, приказује визију коју је аутор имао о човеку, слику која је понекад била деформисана по оштрини, окрутности и насилничко-критичкој природи." Овај став део је „мрачног седамнаестог века“ у којем је и живео. Упркос његовом сатиричном раду, Кеведо је примарно био озбињан песник који је могао да напише дирљиве и награђиване љубавне песме.
Његова поезија доказује не само његове литералне способности, већ и образованост (Кеведо је студирао грчки, латински, хебрејски, арапски, француски и италијански језик). Његово поетичко стваралаштво опсеже од сатиричких и митолошких мотива до љубавне поезије и филозофских дела.
Кеведо је константно нападао похлепне и шкрте људе. У његовом делу „Cartas del Caballero de la Tenaza“ он осуђује многе озлоглашене тврдице. Такође осуђивао и апотекаре, који су лоше правили лекове.
Његова љубавна поезија укључивала је дела као што је „Afectos varios de su corazón,fluctuando en las ondas de los cabellos de Lisi“ . Један од научника написао је Иако жене никад нису биле цењене од стране Кеведа, који је означен као женомрзац, немогуће је замислити некога ко их може обожавати више од њега.
Кеведова поезија такође укључује замишљену посвећеност Колумбу по комаду брода у којем је морепловац открио Нови Свет.

### Новеле
Једина новела коју је написао, била је авантуристичка, „Vida del Buscón“ ili „El Buscón“. У погледу структуре, она је подељена на три књиге. Прва књига је подељена на седам поглавља, Друга на шест, а Трећа на десет.

### Сатира
Кеведова сатира укључује дело „Sueños y discursos“, такође познато као „Los Sueños“(Снови). Кеведо је укључио доста игра речи у свом делу, које садрже пет „визија снова“.
- Први сан је „ Сан Судњег Дана“ у коме Кеведо сведочи о Судњем Дану и приближава се самој светлости пакла.
- Други сан је „ Опседнути пандур“ у којем је полицајац опседнут злим духом, што резултује тиме да зли дух моли за егзорцизмом јер је полицајац злобан за обоје.
- Трећи сан је дуг „ Визија пакла“.
- Четврти сан се зове „Свет изнутра“.
- Последњи сан је „ Сан смрти“, у коме Кеведо пружа објашњења о човековим нечасним путевима.[8]

У делу „Снови“, помало циничан Кеведо, приказује своју антипатију према бројним групацијама, укључујући и кројаче, угоститеље, алхемичаре, астрологе, жене, протестанте, полицајце, рачуновође, докторе, Јевреје, апотекаре, зубаре и лицемере свих врста.
Написао је такође у сатиричном маниру , „La hora de todos y la Fortuna con seso“ (1699), са бројним политичким, социјалним и религијским алузијама. Показује своју способност употребе језика, игре речи и фантастичним и ралним ликовима.

### Теолошка дела
Кеведо је написао око 15 теолошких књига. Неке од њих су „La cuna y la sepultura“ и „La providencia de dios“

### Књижевни критичар
Кеведов рад као књижевног критичара садржи „La culta latinparla“ и „Aguja de navegar cultos“ . Оба дела су написана као вид напада на културизам.

## Дела

### Проза
- Afecto fervoroso del alma agonizante, con las siete palabras que dijo Cristo en la Cruz
- Carta al Rey de Francia
- Carta del autor en que da cuenta de lo que le sucedió caminando a Andalucía con el Rey nuestro Señor
- Cartas del caballero de la tenaza
- Casa de los locos de amor
- Cuento de cuentos.
- La culta latiniparla
- La cuna y sepultura
- De los remedios de cualquier fortuna
- La doctrina estoica
- Doctrina para morir
- El entremetido, la dueña y el soplón
- La fortuna con seso y la hora de todos, fantasía moral
- Gracias y desgracias del ojo del culo, dirigidas a Doña Juana Mucha, Montón de Carne, Mujer gorda por arrobas
- Grandes anales de quince días
- Mundo caduco y desvaríos de la edad
- Historia de la vida del Buscón, llamado Don Pablos, ejemplo de vagabundos y espejo de tacaños
- Historia y vida del gran tacaño
- Libro de todas las cosas y otras muchas más
- Memorial por el Patronato de Santiago.
- El mundo por dedentro
- Nombre, origen, intento, recomendación y descendencia de la doctrina estoica, defiende Epicuro de las calumnias vulgares.
- Sueños y discursos
- Política de Dios y gobierno de Cristo.
- Premática del tiempo
- El Rómulo
- El sueño de las calaveras.
- Vida de Marco Bruto.
- Vida de San Pablo Apóstol
- Vida y muerte de Santo Tomás de Villanueva
- Virtud militante.
- Visita de los chistes
- Las zahúrdas de Plutón

### Поезија
- Antología poética
- Parnaso español (Sonetos)
- Poesía burlesca. Tomo I : Romances
- Poesía burlesca. Tomo II : Jácaras y Bailes
- Soneto en manuscritos
- Sonetos de "Cancionero Antequerano"
- Sonetos encontrados en diversos lugares/
- Tira la piedra y esconde la mano
- Las tres musas vltimas castellanas. Segunda cumbre del Parnaso español

### Драма
- Cómo ha de ser el privado
- Bárbara
- Diego Moreno
- La vieja Muñatones
- Los enfadosos
- La venta
- La destreza
- La polilla de Madrid
- El marido pantasma
- El marión
- El caballero de la Tenaza
- El niño y Peralvillo de Madrid
- La ropavejera y Los refranes del viejo celoso.